# Seriphidium oliverianum
Seriphidium oliverianum là một loài thực vật có hoa trong họ Cúc. Loài này được (Besser) K.Bremer & Humphries ex Y.R.Ling miêu tả khoa học đầu tiên năm 1991.